# Floorball Riders Dürnten-Bubikon-Rüti
Die FB Riders DBR sind ein Schweizer Unihockeyverein aus den Ortschaften Dürnten, Bubikon und Rüti im Schweizer Kanton Zürich. Die erste Mannschaft der Riders spielt in der Nationalliga A.

## Geschichte
Der Unihockeyverein Floorball Riders Dürnten-Bubikon-Rüti wurde im Frühjahr 1998 durch die Fusion der beiden Vereine UHC Dürnten und UHC Bubikon gegründet. Ziel dieser Fusion waren das gemeinsame Nutzen der Synergien und der Miteinbezug der Gemeinde Rüti, die bereits in beiden Urvereinen diverse Mitglieder aufwies.
Dank dem Rückzug des Tessiner Vereins SU Mendrisiotto stiegen die Riders im Mai 2020 in die Nationalliga A auf.

## Team
Die erste Saison unter dem neuen Vereinsnamen bestritten ca. 70 Mitglieder in je zwei Herren- und Damenteams sowie zwei Junioren-Teams und einem Juniorinnen-Team. Seit diesem Zeitpunkt ist die Mitgliederzahl stetig gestiegen.
| Nr. | Name:                  | Geburtsjahr: | Position:     |
| --- | ---------------------- | ------------ | ------------- |
| 1   | Christa Brünn          | 1996         | Goalie        |
| 81  | Svenja Schöni          | 2002         | Goalie        |
| 18  | Fabienne Riner         | 1991         | Verteidigerin |
| 10  | Melanie Klöti          | 1997         | Verteidigerin |
| 6   | Fabienne Thoma         | 1986         | Verteidigerin |
| 17  | Nadine Stadelmann      | 1997         | Verteidigerin |
| 19  | Michelle Carisch       | 1993         | Stürmerin     |
| 24  | Sarah Altwegg          | 1989         | Verteidigerin |
| 33  | Katja Timmel           | 1985         | Verteidigerin |
| 83  | Lisa Devenoge          | 1994         | Verteidigerin |
| 7   | Malgorzata Jablonowska | 1992         | Stürmerin     |
| 25  | Iris Brünn             | 2000         | Verteidigerin |
| 12  | Iina Autio             | 1987         | Stürmerin     |
| 23  | Aino-Maija Laaksonen   | 1992         | Stürmerin     |
| 88  | Jenni Timonen          | 1985         | Stürmerin     |
| 16  | Melanie Rüegg          | 2002         | Stürmerin     |
| 22  | Sarina Hutter          | 2002         | Stürmerin     |
| 77  | Rahel Wichert          | 1996         | Stürmerin     |
| 21  | Annina Faisst          | 2000         | Stürmerin     |
| 8   | Pascale Pfister        | 1991         | Stürmerin     |
| 13  | Anja Werz              | 1994         | Stürmerin     |
| 27  | Sabrina Hausheer       | 1983         | Stürmerin     |